# Сен Дени (Реинион)
Сен Дени (фр. Saint-Denis) је главни и највећи град острва Реинион, француског прекоморског департмана у Индијском океану. Налази се на северозападној обали острва. 
По подацима из 2008. град је имао 144.238 становника. 
Сен Дени је основао први гувернер Реиниона Етјен Регно 1669. Град је постао главни град острва 1738. 
У центру града је „Државни врт“ (Jardin de l'État), егзотични парк са фонтанама, палмама и великим природњачким музејем. 
Џамија Нур-е-Ислам у Сен Денију је, у време кад је изграђена (1905), била највећа џамија Француске. У граду су заступљене и друге религије, па постоје још цркве и хиндуистички храмови. 
У Сен Денију се налази једини универзитет на острву. 
Овде се 1888. родио француски авијатичар Ролан Гарос. Његово име носи градски аеродром. 

## Демографија
| 2011.   |
| ------- |
| 145.347 |

## Партнерски градови
- Ница, од 1961
- Мец, од 1986
- Тангер
- Таијуан, од 2012